# W93
Le W93 est une ogive nucléaire américaine prévue pour remplacer les ogives W76 et W88 sur les sous-marins de la marine américaine à partir de 2034. L'ogive sera transportée sur les nouveaux sous-marins de classe Columbia, grâce à une nouvelle coque : la Mark 7 RB. L'ogive sera conçue par le Laboratoire national de Los Alamos.
Le Mark 7 RB sera également utilisé pour abriter la nouvelle ogive du Royaume-Uni, Astraea, conçue parallèlement au W93 et partageant certains composants non nucléaires.

## Conception
L'ogive devrait intégrer des dispositifs de sécurité nouvelle génération, tels que des explosifs insensibles. Selon le Département de l’énergie Américain, la conception de l’arme sera basée sur des composants nucléaires déjà existants et ne nécessitera pas d’essais nucléaires. Cependant, certains critiques ont récemment demandé que l’ogive soit testée pour garantir une plus grande sécurité et fiabilité.